# イェスデイ
イェスデイ（モンゴル語: Yesüdei、生没年不詳）は、モンゴル帝国に仕えた武将で、チャガタイ家に仕えて陝西・四川方面の進出に大きな功績を残したアンチュルの曾孫に当たる人物。『元史』では野峻台（yĕjùntái）と漢字表記される。

## 概要
イェスデイは枢密院・御史台など中央の官職を歴任した趙世延の長男として生まれ、父祖同様に陝西・四川一帯で活躍して四川行省左右司郎中・西行台監察御史・河西廉訪使を経て黄州路総管に任じられていた。紅巾の乱の拡大によって湖広地方が陥落すると、イェスデイの優秀さを見込んで朝廷は四川行省参政に昇格し、平章のヨウジュとともに反乱を鎮圧するよう命じた。ヨウジュは軍5千の中から精鋭800を選抜して先鋒軍とし、この軍の指揮を委ねられたイェスデイは巴東県に拠る反乱軍を攻撃し、巴東県を奪還した。
また、この頃帰州・峡州も反乱軍の占拠する所となっていたが、イェスデイは反乱軍を水上戦で破って壊滅状態に追い込み、遂に帰州・峡州も平定した。また軍を進めて枝江県・松滋県を平定し、勝勢に乗じて江陵に進出した。反乱軍は清水門に陣を構えてイェスデイ軍を迎え撃ち、日が暮れると門の中に退却した。そこでイェスデイはヨウジュ軍の到着を待ったが、黎明に反乱軍は突如としてイェスデイ軍に奇襲をしかけてきた。しかし、ヨウジュはイェスデイ軍までわずか100歩の距離まで来たにもかかわらず救援に向かわず、援軍のないまま反乱軍の投擲した槍に貫かれて遂にイェスデイは戦死した。
この最後が朝廷に伝えられると、その奮戦と国への忠義を讃えられて栄禄大夫、陝西行省平章政事・柱国の地位を与えられ、涼国公に追封された。『元史』においてもその忠義を讃えられ、巻195列伝82忠義3に立伝されている。

## オングト部アンチュル家
- 征行大元帥アンチュル（Ančul ＞按竺邇,ànzhúĕr）
  - '征行元帥チェリク（Čelig ＞徹理,chèlǐ）
    - 征行元帥ボロト・カダ（Bolod qada ＞歩魯合荅,bùlŭhédá）
      - 管軍千戸マング・ブカ（Manγu buqa ＞忙古不花,mánggŭbùhuā）

  - ヒジル（趙国宝）（zhàoguóbǎo）
    - ノカイ（趙世栄）（Noqai ＞那懐,nàhuái/zhàoshìróng）
    - 趙世延（zhàoshìyán）
      - 黄州路総管イェスデイ（Yesüdei ＞野峻台,yĕjùntái）
      - 江浙行省理問官オルク（Örüg ＞月魯,yuèlŭ）
      - 夔州路総管バイク（Baiqu ＞伯忽,bǎihū）

  - テムル（趙国安）（Temür ＞帖木児,tièmùér/zhàoguóān）
  - 趙国能（zhàoguónéng）